# Ian St John
Ian St John (Motherwell, 7 de junho de 1938 – 1 de março de 2021) foi um futebolista britânico que jogou pela Seleção Escocesa por 21 vezes. Posteriormente, tornou-se treinador e depois comentarista. Em 2008, ele foi introduzido no Hall da Fama do Futebol Escocês.

## Carreira

### Motherwell
Ian St John começou sua carreira nas categorias de base do Motherwell onde foi treinado por Bobby Ancell. Ele fazia parte do time que foi apelidado de "Babels Ancell". A estréia de St John foi contra o Queen of the South em uma partida fora de casa no Palmerston Park. St John marcou um dos mais rápidos hat-tricks na história do futebol escocês: dois minutos e 30 segundos, contra o Hibernian em 1959.

### Liverpool
Em 2 de maio de 1961, ele se transferiu para o Liverpool. Ele foi trazido para o clube pelo treinador, Bill Shankly, que estava se preparando para sua segunda temporada como técnico do Liverpool, com o clube ainda na Segunda Divisão. Muitos anos depois, após a aposentadoria de Shankly como treinador, ele descreveu a chegada de St John ao clube - junto com Ron Yeats no mesmo verão – como o "ponto de virada" para o clube quando eles começaram a se transformar em um dos principais clubes da Europa.
Ian fez sua estréia contra o Everton, na final da Liverpool Senior Cup. Embora o Liverpool tenha perdido por 4 a 3, ele marcou todos os três gols do seu time. Esse primeiro jogo serviu para notar o talento do novo garoto para gols, ele fez 18, 19 e 21 gols em suas três primeiras temporadas. Sua estréia oficial aconteceu em uma vitória por 2-0 contra o Bristol Rovers em Eastville Estádio em 19 de agosto de 1961. Seus primeiros gols oficiais chegaram 11 dias depois, no dia 30, em uma vitória por 4–2 contra o Sunderland no Roker Park.
Juntamente com Ron Yeats, St John foi contratado para ajudar o Liverpool a voltar as glórias, o clube tinha terminado em terceiro ou quarto lugar, seis vezes seguidas na Segunda Divisão, perdendo assim a promoção por um único ponto em cada ocasião. As contratações deram certo e o Liverpool chegou ao título da 2ª Divisão com oito pontos de vantagem sobre o Leyton Orient, com St John jogando 40 vezes e marcando 18 gols. Eles terminaram em 8º na primeira temporada na Primeira Divisão, mas surpreenderam a todos ao vencer o campeonato na temporada seguinte, superando uma desvantagem de 17 pontos para conquistar o título por 4 pontos sobre o rival Manchester United, St John desempenhou um papel importante no título jogando 40 jogos e marcando 19 gols. Ele passou a marcar muitos gols vitais no Liverpool, incluindo a cabeçada que ajudou o clube a ganhar a Taça de Inglaterra em 1965, pela primeira vez na história do clube.
Outro título da Primeira Divisão veio na temporada 1965-66, quando o Liverpool terminou seis pontos acima do Leeds, St John marcou 10 gols em 41 partidas. O Liverpool provou a derrota em sua primeira final europeia, quando o Borussia Dortmund venceu por 2 a 1 no Hampden Park, pela Taça dos Clubes Vencedores de Taças.
St John foi convocado para jogar pela Seleção Escocesa por 21 vezes, fazendo sua estreia em uma vitória por 3 a 2 sobre a Alemanha no Hampden Park, em 6 de Maio de 1959. O primeiro de seus 9 gols aconteceu um ano depois, em uma derrota por 3-2 para a Polônia em 4 de maio de 1960.
Quando St John entrou na casa dos trinta, nos últimos anos daquela década, sua forma e preparo físico começaram a cair.
Ele saiu do Liverpool em 25 de agosto de 1971, depois de jogar 424 jogos e marcar 118 gols pelo Liverpool.

### Coventry City e Tranmere Rovers
St John transferiu-se para o Coventry City, onde jogou por apenas uma temporada. Ele então mudou-se para o Tranmere Rovers para a temporada 1972-73, após o qual ele se aposentou

## Pós-carreira e morte
Desde que se aposentou, ele treinou o Motherwell (1973-1974) e o Portsmouth (1974-1977). Ele foi auxiliar técnico no Sheffield Wednesday (1978-1979) e no Coventry City (1972-1973).
Ele se aposentou do cargo quando deixou o Wednesday em 1979 e tornou-se um comentarista de futebol, estabelecendo uma parceria de TV bem-sucedida com o ex-jogador de futebol, Jimmy Greaves, que durou até o final do programa "Saint and Greavsie" em 1992. Ele também montou várias academias de futebol para o treinamento de jogadores mais jovens, chamados de Ian St John Soccer Camps. Ele é muitas vezes visto em Anfield e foi eleito como 21.º melhor jogador da história do Liverpool em uma enquete feita no site oficial do Liverpool Football Club.
Morreu em 1 de março de 2021, aos 82 anos de idade.

## Títulos
Liverpool
- Football League First Division: 1963–64, 1965–66
- Football League Second Division: 1961–62
- Copa da Inglaterra: 1964–65
- Supercopa da Inglaterra: 1964, 1965, 1966

## Trabalho na mídia
- Contratada pela Granada Television em 1978
- Apresentador do World of Sport na ITV em 1979
- Comentarista em 6 Copas do Mundo e 5 Eurocopas pela ITV
- Co-apresentador de The Saint and Beekie com Graham Beecroft no Talksport no início da década de 2000.
- Escritor de uma coluna no Sunday Post
- Contribui para a Radio City 96.7.